# Косамыяха
Косамыяха (устар. Косамы-Яга) — река в России, протекает по территории Сургутского района Ханты-Мансийского автономного округа. Устье реки находится в 220 км по левому берегу реки Пим. Длина реки — 55 км, площадь водосборного бассейна — 356 км².

## Притоки
- 4 км: Соромлоропъявин (лв)
- 15 км: Лопасынгъявин (Хатыяха) (лв)

## Данные водного реестра
По данным государственного водного реестра России относится к Верхнеобскому бассейновому округу, водохозяйственный участок реки — Обь от города Нефтеюганск до впадения реки Иртыш, речной подбассейн реки — Обь ниже Ваха до впадения Иртыша. Речной бассейн реки — (Верхняя) Обь до впадения Иртыша.